# Japanagromyza vanchei
Japanagromyza vanchei är en tvåvingeart som beskrevs av Singh och Ipe 1973. Japanagromyza vanchei ingår i släktet Japanagromyza och familjen minerarflugor. Inga underarter finns listade i Catalogue of Life.